# 南哈欽森 (堪薩斯州)
南哈欽森（英語：South Hutchinson）是一個位於美國堪薩斯州里諾縣的城市。

## 地方資料
根據2020年美國人口普查的數據，南哈欽森的面積為7.47平方千米，當中陸地面積為7.36平方千米，而水域面積為0.11平方千米。當地共有人口2521人，而人口密度為每平方千米337.48人。